# Čaušlije
Čušlije su bivše samostalno naselje s područja današnje općine Bugojno, Federacija BiH, BiH.

## Povijest
Za vrijeme socijalističke BiH ovo je naselje pripojeno naselju Bugojno.
Selo je stradalo u muslimansko-bošnjačkoj agresiji na bugojansku općinu. Tijekom bitke za Bugojno, 26. srpnja 1993. iz sela Udurlija, Luga, Čaušlija, Bristova, Rosulja, Kule i Vučipolja, Hrvati su se okupili u Crniču, odakle su preko sela Mračaja i Kupresa pošli ka Hercegovini, Hrvatskoj i dalje u svijet. Nakon bitke za Bugojno, muslimansko-bošnjački osvajači sustavno su uništavali većinski hrvatska sela s ciljem da se Hrvati nemaju više gdje vratiti, a u miješanim selima kuće i gospodarske zgrade Hrvata su spaljene ili minirane. Groblje u Čaušlijama je razrušeno, grobovi su isprevrtani, mramor je razbijen, čak ima 217 razbijenih, oštećenih i oskvrnutih grobova. U tom groblju je nedovršena grobnica a u njoj nepoznat broj leševa u raspadnutom stanju. Grobnica je pokrivena samo daskama i tankim slojem zemlje. Leševi su umotani u nepromočivo platno. Svi ti leševi su neidentificirani, a pretpostavljalo se da su oni zemni ostatci "21 nestalog Bugojanca". Na groblju u Čaušlijama pred Božić 1995. godine porušeni su i preostali spomenici i križevi, preko 200 grobova još je dodatno devastirano.
Velikošnjački agresori uništavali su sve katoličko. Grobljanska kapela sv. Mihovila je opljačkana i teško oštećena, a nadgrobne ploče su porušene.
Srpnja 1993. ubile su muslimansko-bošnjačke postrojbe u Čaušlijama trojicu Hrvata. To su: Pero (Stojan) Gavrić (r. 1958.), Blago (Stjepan) Miličević (r. 1942.) i Vlatko (Ante) Kapetanović (r. 1973.).